# ブランシュたかやまスキーリゾート
ブランシュたかやまスキーリゾートは、長野県小県郡長和町にあるスキー場である。かつては長和町が大半を出資する第三セクターの長和町振興公社により運営されていたが、2022年4月1日付で長和町振興公社の事業分割により株式会社マウント長和が運営を行う体制となった。

## 概要
ブランシュはフランス語の“白い”に由来する。ただの雪の純白さばかりではなく、白いキャンバスに長和町の町民が次の世代に飛躍する夢と希望を描く白の意味を込め命名された。たかやまがひらがななのは、飛騨高山との混同を避けるため（実際には鷹山）であり、ビーナスラインエリアで最も奥（北）に位置するスキー場である。
1985年の開業以来 スキーヤーオンリーであり、スノーボードは滑走不可としているが、開業40周年を迎える2025-26シーズンから、スノーボードが解禁される予定である。スキーヤー専用という安心感と、下部ゲレンデは事実上キッズ専用ということから、ファミリー層に人気がある。近年シニア層にも力を入れており、シニア倶楽部の会員数が800人を超えている（2017年）。
山頂の休憩所からは360度北アルプスや南アルプスを見渡すことが出来（富士山も見ることが出来る）、周辺のスキー場もほぼ見渡すことが出来る。高地であるため、モミの木とカラマツしか群生しておらず、杉は生えていない。スキー場としての標高差は450mであるが、上部ゲレンデのみで考えると300mほどである。晴天率が90％前後と高い一方で、自然降雪量が限られているため、人工降雪機による人工雪がほとんどを占める。ただし、1800mの高地である関係上、シーズン中は気温がほぼ氷点下になり、雪質は非常によい。
2015年10月には東日本旅客鉄道（JR東日本）から国鉄115系電車1両（クハ115-1106）を譲り受け、スキー客の休憩所として利用していたが、2022年7月に同県千曲市の日帰り温泉施設「万葉超音波温泉」に移設された。

## ゲレンデ
- モミの木樹氷コース 2,100m 最大12度 平均8度
- キッズファンコース 1,600m 最大10度 平均7度
モミの木樹氷コースからキッズファンコースを使うと最長4000ｍのロングクルージングを楽しめる
- フェアリーコース　500m　最大15度　平均7度
- ジャイアントコース 1,520m 最大23度 平均14度
- ロマンチックコース 1,580m 最大20度 平均13度 斜度が緩く短い子供・初心者向けのこぶコース、クロスコースが設置される
- ファンタジーコース  400m 最大14度 平均10度
- パノラマコース  1,300m 最大25度 平均17度
- スラロームコース 1,300m 最大26度 平均18度
- エキスパートコース 600m 最大30度 平均18度 不整地コブ斜面
- わんぱ～く (ソリ等)

## リフト
- クワッドリフト 1基
  - 第１クワッド (1,059m)
- ペアリフト 5基
  - 第１ペア (1,566m)
  - 第２ペア (1,112m)
  - 第３ペア (582m)
  - 第４ペア (378m)
  - 第５ペア

## 施設

### ゲレンデ下部（たかやまペンション村近く）
- 第1駐車場　1000台　無料
- ファミリーハウス「パンプキン」      チケット売り場    パトロール     ファミリーレストラン山木綿（やまゆう）200席     託児所     キッズスクール受付   売店  レンタル トイレ（身障者用あり）
- フランクハウス（無料休憩所)           トイレ

### ゲレンデ上部
- 第2駐車場　500台　無料
- ビーンズハウス   パトロール   レンタル（HEAD　STATION)   トイレ   シニア倶楽部本部
- コアハウス   チケット売り場   インフォメーション   スクール受付   喫煙所
- レストハウス「バウム」   麺ず工房 湖北   和食処 もみじ  洋食　ラポルト　　トイレ　　売店　　無料休憩所
- 信州そば和食処　ふるさと
- レストラン　ポテト　女性専用トイレあり

### 関連施設
- 長和町姫木平自然の家 - かつては東京都八王子市の運営施設「八王子市姫木平自然の家」であり[5]、長和町振興公社が指定管理者を受託していたが[6]、2022年4月1日付で八王子市から長和町に移譲され[7][8]、マウント長和が運営を行う施設となった。

## 交通
- 白樺湖から車で10分
- 中央自動車道諏訪ICよりエコーライン・ビーナスラインを経由し30km、約40分。
- 中央自動車道諏訪南ICより152号線経由し30km、45分
- 長野自動車道岡谷ICより国道20号・142号・新和田トンネル有料道路を経由し24km、約40分。（R3年夏新和田トンネル無料化決定）
- 上信越自動車道佐久ICより国道142号経由し40km、50分
- 中部横断自動車道佐久南IC国道142号経由し40km、50分

## 沿革
- 1985年(昭和60年) - 12月2日営業開始
- 2022年（令和4年）4月1日 - 運営者が株式会社マウント長和となる。